# ل چای
ل چای (به فرانسوی: Le Chay) یک کمون در فرانسه است که در Canton of Saujon واقع شده‌است.

## خصوصیات
ل چای ۱۲٫۰۱ کیلومترمربع مساحت و ۷۲۹ نفر جمعیت دارد.